# 패트릭 세인트 에스프릿
패트릭 세인트에스프리(Patrick St. Esprit, 영어 발음: /ˈɛspri/, 1954년 5월 18일 ~ )는 미국의 배우이다.
캘리포니아주에서 태어났다.

## 출연 작품
- 리버티 (2018년) - 애드미랄 람프도르프 역
- 워 독 (2016년) - 필립 산토스 대령 역
- 아이 엠 래스 (2016년)
- 인디펜던스 데이: 리써전스 (2016년)
- 드래프트 데이 (2014년) - 톰 마이클스 역
- 후 더 F 이즈 버디 애플바움 (2013년)
- 토른 (2013년) - 찰스 역
- 더 라스트 오브 로빈 후드 (2013년)
- 헝거게임: 캣칭 파이어 (2013년) - 로멀러스 스레드 역
- 블루라군 : 더 어웨이크닝 (2012년) - 잭 역
- 슈퍼 에이트 (2011년)
- 체인 레터 (2010년)
- 그린 존 (2010년)
- 내 심장을 운디드 니에 묻어다오 (2007년)
- 스모킹 에이스 (2007년)
- 슬리퍼 셀 (2005년)
- 비밀과 거짓말의 차이 (2005년)
- 크래쉬 랜딩 (2005년)
- 위 워 솔저스 (2002년)
- 블랙 돈 (1997년)
- 텍사스 페이백 (1996년)
- 흑과 백의 분노 (1987년)

### 텔레비전
- 총알탄 사나이 - TV 시리즈 (1982년)
- 시티 레인져 (1993-2001)
- 닥터 퀸 (1994)
- 세이빙 그레이스 (2007-10)
- 썬즈 오브 아나키 (2008-14)
- S.W.A.T. (2017-현재) - 로버트 힉스 역